# Reprezentacja Południowej Afryki w hokeju na lodzie mężczyzn
Reprezentacja Południowej Afryki w hokeju na lodzie mężczyzn – jedyna reprezentacja z Afryki, która uczestniczy w mistrzostwach świata w hokeju na lodzie mężczyzn. Obecnie reprezentacja Południowej Afryki występuje w MŚ III Dywizji.

## Wyniki na mistrzostwach świata
- 1992: 28. miejsce (2. w Grupie C2)
- 1993: 32. miejsce (12. w Grupie C)
- 1994: 35. miejsce (8. w Grupie C2)
- 1995: 37. miejsce (8. w Grupie C2)
- 1996: nie uczestniczyła
- 1997: 37. miejsce (1. w Grupie E)
- 1998: 37. miejsce (5. w Grupie D)
- 1999: 36. miejsce (5. w Grupie D)
- 2000: 37. miejsce (4. w Grupie D)
- 2001: 36. miejsce (4. w II dywizji)
- 2002: 37. miejsce (5. w II dywizji)
- 2003: 38. miejsce (5. w II dywizji)
- 2004: 40. miejsce (6. w II dywizji)
- 2005: 42. miejsce (2. w III dywizji)
- 2006: 40. miejsce (6. w II dywizji)
- 2007: 43. miejsce (3. w III dywizji)
- 2008: 42. miejsce (2. w III dywizji)
- 2009: 40. miejsce (6. w II dywizji)